# Zenel Gjoleka
Zenel Hito Gjoleka (ur. 1805 w Kuçu, zm. 1852) – albański wojskowy, jeden z dowódców powstania albańskiego z 1847 roku. Po powstaniu został aresztowany przez władze osmańskie, w 1849 roku ułaskawiony przez sułtana Abdülmecida I. Zginął podczas I wojny czarnogórsko-osmańskiej.
W 2012 roku został odznaczony Orderem Nderi i Kombit przez prezydenta Albanii Bamira Topiego.